# Aeroportul Bertoua
Aeroportul Bertoua (IATA: BTA, ICAO: FKKO) este un aeroport din Regiunea de Est, Camerun ce deservește zona Bertoua. A fost numit după zona deservită.
Situat la o altitudine de 654 m, aeroportul dispune de o singură pistă. Este operat de Aéroports du Cameroun⁠(d).